# Józef Krasnowolski

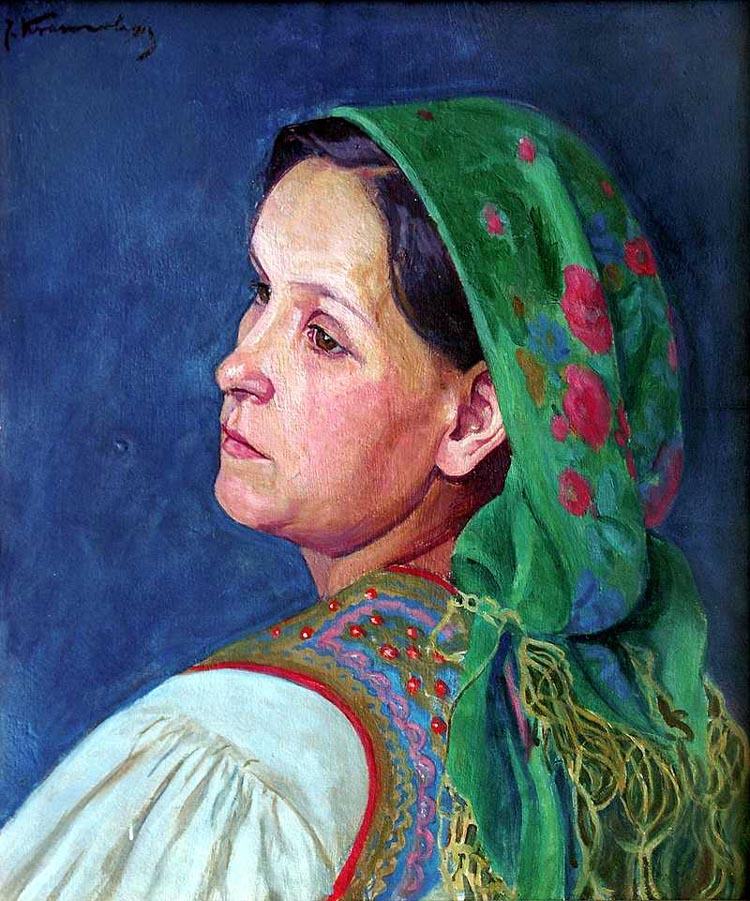
Chân dung người vợ

Józef Krasnowolski (sinh ngày 15 tháng 11 năm 1879 – mất ngày 29 tháng 11 năm 1939) là một họa sĩ người Ba Lan.

## Tiểu sử
Krasnowolski sinh ra ở Marienwerder (nay là Kwidzyn), Tây Phổ. Ông theo học nghệ thuật ở Warsaw với họa sĩ Wojciech Gerson (từ năm 1896), sau đó ở Kraków với họa sĩ Jacek Malczewski (1898-1900) và với họa sĩ Leon Wyczółkowski (1900-1901). Ông hoàn thành chương trình học tại Munich, Đức (1901-1902).
Tại làng Bieńczyce gần Kraków, ông gặp người vợ tương lai của mình, Salomea Wiktoria Turbas (1882–1957). Krasnowolski đã tham gia các tổ chức nghệ thuật nổi tiếng đương thời ở Kraków, Warsaw và Vienna. Các tác phẩm của Krasnowolski được đưa vào một album nghệ thuật Ba Lan (xuất bản tại Paris năm 1912). Ông cũng xuất bản các album khác để có thêm thu nhập. Thế chiến thứ nhất đã tác động lớn đến thị trường nghệ thuật Ba Lan; buộc ông phải dạy vẽ ở một trường trung học và làm việc cho Cơ quan Điện tín Ba Lan.
Trong những năm tháng cuối đời, ông tuyệt vọng trước sự bùng nổ của Thế chiến thứ hai. Ông qua đời chỉ vài tuần sau khi cuộc chiến này bùng nổ (vào ngày 29 tháng 11 năm 1939).

## Sáng tác
Các tác phẩm của Krasnowolski chủ yếu là phong cảnh bình yên với những ngôi nhà tranh, chân dung các cô gái trẻ trong trang phục vùng miền (thường là vợ ông làm người mẫu) và trẻ em.